# Tomasz Kołodziejczak

Tomasz Kołodziejczak, fot. Michał Najberg

Tomasz Kołodziejczak (sinh ngày 13 tháng 10 năm 1967 tại Warsaw) là một nhà văn truyện khoa học viễn tưởng và truyện giả tưởng, nhà biên kịch, nhà xuất bản và nhà biên tập sách, truyện tranh và trò chơi nhập vai người Ba Lan.
Nhiều tác phẩm văn học của Tomasz Kołodziejczak đã được dịch sang các ngôn ngữ khác bao gồm tiếng Séc, tiếng Anh, tiếng Litva và tiếng Nga. Tomasz Kołodziejczak hiện là biên tập viên của hai tạp chí Voyager và Magia i Miecz, là một thành viên của nhóm văn học Klub Tfurcuf và là nhà xuất bản truyện tranh và board game tại Nhà xuất bản Egmont của Ba Lan.

## Tác phẩm tiêu biểu
- 1990 Wybierz swoją śmierć – tiểu thuyết khoa học viễn tưởng
- 1994 Krew i kamień – tiểu thuyết giả tưởng
- 1995 Wrócę do ciebie kacie – tuyển tập truyện ngắn khoa học viễn tưởng
- 1996 Kolory Sztandarów - tiểu thuyết khoa học viễn tưởng
- 1996 Rzeźbiarze Pierścieni – sách trò chơi
- 1997 Przygody rycerza Darlana – tiểu thuyết giả tưởng cho thiếu nhi
- 1999 Schwytany w światła - tiểu thuyết khoa học viễn tưởng
- 2009 Złoty kur – truyện tranh giả tưởng cho thiếu nhi
- 2010 Czarny Horyzont – tiểu thuyết giả tưởng
- 2011 Głowobójcy - tuyển tập truyện ngắn khoa học viễn tưởng
- 2012 Czerwona Mgła - tuyển tập truyện ngắn giả tưởng
- 2014 Biała Reduta, tập 1 – tiểu thuyết giả tưởng
- 2018 Białe źrenice - thơ

## Giải thưởng
- 2013: Thập tự vàng Công trạng[1]
- 2010: Huy hiệu Công trạng về Văn hóa[2]
- 1996: Giải thưởng Janusz A. Zajdel[3]
- 1991, 1995, 2002: Giải thưởng Śląkfa[4]